# Молтри (језеро)
Молтри (енгл. Lake Moultrie) је вештачко језеро у Сједињеним Америчким Државама. Налази се на територији америчке савезне државе Јужна Каролина. Површина језера износи 243 km².